# Selección juvenil de rugby de Kenia
La selección juvenil de rugby de Kenia también conocida como Simbas es el equipo nacional de rugby regulada por la Kenya Rugby Union (KRU). Ha disputado campeonatos africanos para menores de 18 y de 19 años denominándose a la selección Kenia M18 y M19 respectivamente, hoy se organizan en M20. A nivel mundial, jugó el Trofeo Juvenil 2009 como Kenia M20 celebrado en su país.

## Palmarés
- Trophée Barthés (3): 2019, 2021, 2024
- Africa Cup U19 B (1): 2007

## Participación en copas

### Campeonato MundialM20
- no ha clasificado

### Trofeo MundialM20
- Kenia 2009: 4º puesto[2]
- Brasil 2019: 6º puesto
- Kenia 2023: 6º puesto
- Escocia 2024: 8º puesto (último)

### Africa Cup U18 BDivisión B
- Africano B 2007: Campeón

### Africa Cup U19 A
- Africano A 2011: 3º puesto
- Africano A 2012: 3º puesto[3]
- Africano A 2013: 2º puesto[4]
- Africano A 2014: 2º puesto[5]
- Africano A 2015: 3º puesto[6]
- Africano A 2016: 3º puesto[7]

### Trophée BarthésM20
- Trophée Barthés 2017: 5º puesto[8]
- Trophée Barthés 2018: 2º puesto (grupo Sur)
- Trophée Barthés 2021: Campeón invicto
- Trophée Barthés 2022: 3° puesto
- Trophée Barthés 2023: 2° puesto
- Trophée Barthés 2024: Campeón invicto

### Trophée BarthésA M20
- Trophée Barthés A 2019: Campeón invicto